# ندر هولوف
ندر هولوف (به دانمارکی: Neder Holluf) یک منطقهٔ مسکونی در دانمارک است که در شهرداری اودنس واقع شده‌است.